# Cebrene

Mapa con algunas de las principales antiguas ciudades griegas de Eólida, en la zona septentrional de Asia Menor. Cebrene figura en el interior, al norte de Antandro.

Cebrene – también llamada Cebrén –, que corresponde en parte a la actual ciudad anatólica turca de Çal Dağ, fue una antigua ciudad griega (polis) de la Tróade, región del noroeste de Anatolia.
Según Estrabón, el probable epónimo de la ciudad y por extensión de Cebrenia era Cebríones, hijo de Príamo. Por otra parte, Cebrén era el nombre de un dios-río y también el de Héctor, el héroe de la Guerra de Troya.

## Territorio
El territorio de esta ciudad fue llamado Cebrenia, según afirma el geógrafo griego Estrabón. Señala este autor, que Demetrio de Escepsis conjeturaba que el territorio de Troya «dominado por Héctor llegaba hasta Cebrene, extendiéndose desde el puerto de los aqueos hasta Cebrenia, y dice que allí podían verse las tumbas de Paris y de Enone». Demetrio de Escepsis dice que esta región se extendía hasta la Escepsia y que el río Escamandro (actual Menderes Çay) marcaba la frontera entre ambas regiones, dato que recoge Estrabón.

## Historia
Cebrene perteneció a la Liga de Delos, puesto que aparece en registros de tributos a Atenas entre los años 454/3 y 447/6 a. C.
Jenofonte menciona que el jefe de la guarnición persa de Cebrene negó la entrada en la ciudad al general espartiata Dercílidas, que se la quería arrebatar al sátrapa Farnabazo II. Durante dos días los sacrificios no le fueron propicios, y Aténadas un lokhágos (capitán) sicionio que pensaba que el general hacía el ridículo perdiendo el tiempo, teniendo en cuenta que había conquistado en un solo día las ciudades de Colonas, Hamaxito y Larisa, intentó en vano cegar la fuente que abastecía de agua a la ciudad, al ser repelido su ataque por los cebrenios, quienes causaron dos bajas en la compañía (lókhos) del capitán. Cuando el desánimo cundía en las filas del ejército espartano, llegaron unos heraldos cebrenios en nombre de los habitantes griegos, declarando que iban a pasarse a su bando. Enseguida acudió otro heraldo ante Dercílidas, en nombre del jefe de la guarnición, quien abrió las puertas de Cebrene a las fuerzas espartanas, día en el que los sacrificios le fueron favorables. Estableció una guarnición y luego fue contra Escepsis y Gergita.
Hacia el año 310 a. C., cuando fue fundada Antigonea —la posterior Alejandría de Tróade—, varias ciudades de su entorno entre las que se encontraban Cebrene y Escepsis se unieron en sinecismo con ella. Estrabón añade que los escepsios regresaron luego a su patria pero que los cebrenios se quedaron en Alejandría de Tróade. Sin embargo, Louis Robert ha sugerido que posteriormente también los cebrenios volvieron a su ciudad, refundada por Antígono I Monóftalmos después del año 281 a. C., y que esta cambió luego su nombre por el de Antioquía (Αντιόχεια της Τρωάδας), nombre que le habría sido otorgado por Antíoco I Sóter. Robert se basa para ello en una serie de monedas del tipo habitual empleado en Cebrene con la leyenda Antioqueon además de en ciertas inscripciones epigráficas. También ha sugerido que en el siglo III a. C. habría habido un sinecismo entre Cebrene y Beritis. John Manuel Cook rebate las teorías de Robert aunque este autor cree que en la región de Çal Dağ, cerca de la actual Pinarbaşi, debía haber un asentamiento denominado Cebrén en un periodo posterior al sinecismo habido con Alejandría de Tróade.

## Ubicación
Las ruinas de la ciudad están situadas junto al río Simois, tributario del Escamandro por su margen izquierda, aproximadamente a 10 km al sur de la localidad de Bayramiç, Provincia de Canakkale, en la parte asiática de Turquía. Cebrene era también el nombre del río que fluía entre la ciudad homónima y el río Simois.